# Mount Royal (Canouan)
Der Mount Royal ist ein Berg auf der Karibikinsel Canouan im Staat St. Vincent und die Grenadinen. Er ist landschaftsprägend für den Norden der Insel und überblickt die Mahault Bay. Er erreicht eine Höhe von 235 m.
Seine Ausläufer gehen bis ans Meer mit Point Moody im Norden, Big Point im Südosten und Point De Jour im Süden.